# (1954) Kukarkin
(1954) Kukarkin (1952 PH) – planetoida z pasa głównego asteroid okrążająca Słońce w ciągu 5,05 lat w średniej odległości 2,94 j.a. Odkryta 15 sierpnia 1952 roku.